# Charles F. Hockett
Charles Francis Hockett (17 de janeiro de 1916 - 3 de novembro de 2000) foi um linguista americano, que desenvolveu muitas das ideias da linguística estruturalista. Sua carreira acadêmica durou mais de meio século nas universidades de Cornell e Rice.

## Carreira
Hockett começou sua carreira docente em 1946, como professor assistente de Linguística na Divisão de Línguas Modernas na Universidade de Cornell, onde foi responsável por dirigir o programa de idioma chinês. Em 1957, Hockett se tornou membro do departamento de antropologia da Cornell e continuou a ensinar antropologia e linguística até que se aposentou no estatuto emérito em 1982. Em 1986, ele assumiu um posto de adjunto na Universidade Rice, em Houston, Texas, onde permaneceu ativo até sua morte, em 2000.